# السائب بن أبي السائب المخزومي
السائب بن عبد الله بن أبي السائب المخزومي القرشي، أحد سادة قريش، من أصحاب النبي محمد صلى الله عليه وسلم، وكان ممن شارك في بناء الكعبة في الجاهلية، كما كان شريكًا للنبي محمد صلى الله عليه وسلم في التجارة في مكة، أسلم يوم فتح مكة، وقد أثنى عليه النبي محمد صلى الله عليه وسلم يوم إسلامه بحسن أخلاقه في الجاهلية، وطلب منه أن يثبت عليها بعد إسلامه.

## نسبه وعائلته
- السائب بن عبد الله بن أبي السائب بن عائذ بن عبد الله بن عمر بن مخزوم القرشي. وقيل: السائب بن أبي السائب صيفي بن عابد بن عبد الله بن عمر بن مخزوم.[1]
- ذكر صاحب «إكمال التهذيب» أن له زوجة واحدة، وهي رملة بنت عروة بن ربيعة بن مالك بن رباح.
- كما ذكر أن له أربعة أولاد، وهم:
  - عبدالله بن السائب، قارئ أهل مكة، وهو الذي كان يصلي بالناس في زمن عمر، وقد توفي في عهده.
  - عبد الرحمن بن السائب، قتل يوم الجمل.
  - عطاء بن السائب.
  - عوذ الله بن السائب.[2]

## سيرته وإسلامه
كان السائب بن عبد الله من سادات قريش، وكان ممن بنى الكعبة قبل الإسلام، فقد روى عنه مولاه مجاهد، أنه حدثه أنه كان فيمن يبني الكعبة في الجاهلية قال: ولي حجر أنا نحته بيدي أعبده من دون الله، فأجيء باللبن الخاثر الذي أنفسه على نفسي فأصبه عليه، فيجيء الكلب فيلحسه، ثم يشغر فيبول، فبنينا حتى بلغنا الحجر، وما يرى الحجر منا أحد، فإذا هو وسط حجارتنا، مثل رأس الرجل، يكاد يتراءى منه وجه الرجل، فقال بطن من قريش: نحن نضعه، وقال آخرون: بل نحن نضعه. فقالوا: اجعلوا بينكم حكمًا. قالوا: أول رجل يطلع من الفج، فجاء النبي -صلى الله عليه وسلم- فقالوا: أتاكم الأمين، فقالوا له، فوضعه في ثوب، ثم دعا بطونهم، فأخذوا بنواحيه معه، فوضعه هو.
وكان شريكًا للنبي صلى الله عليه وسلم في التجارة قبل البعثة، ثم أسلم يوم فتح مكة، فجيء به إلى النبي صلى الله عليه وسلم فجعل عثمان وغيره يثنون عليه، فقال لهم: أنا أعلمكم به، لقد كان شريكي في الجاهلية، فقال: صدقت بأبي أنت وأمي، كنت شريكك فنعم الشريك، لا تداري ولا تماري. فقال النبي صلى الله عليه وسلم: (يا سائب، انظر الأخلاق التي كنت تصنعها في الجاهلية فاصنعها في الإسلام، وأحسن إلى اليتيم، وأقر الضيف، وأكرم الجار) وكفى بالسائب فخرًا ومنقبة هذا الثناء من النبي صلى الله عليه وسلم.

## وفاته
كان حيًّا إلى زمن الخليفة معاوية بن أبي سفيان (41هـ- 60هـ)، فقد روي أنّ معاوية حجّ فطاف ومعه جنده، فزحموا السّائب فسقط فوقف عليه معاوية وقال: ارفعوا الشيخ، فقام فقال: هي يا معاوية؟ أجئتنا بأوباش الشام يصرعوننا حول البيت؟ أما واللَّه لقد أردت أن أتزوج أمك. فقال له معاوية: ليتك فعلت، فجاءت بمثل أبي السّائب- يعني عبد اللَّه بن السائب-.